# خورخي مولينو
خورخي مولينو (بالإسبانية: Jorge Molino)‏ هو لاعب كرة قدم إسباني في مركز الهجوم، ولد في 4 مارس 1988 في مدريد في إسبانيا. لعب مع أتلتيكو مدريد ب وأتلتيكو مدريد ج وأتلتيكو مدريد وريال مورسيا ونادي فوينلابرادا.

## وصلات خارجية
- خورخي مولينو على موقع قاعدة بيانات كرة القدم.إي يو (الإنجليزية)
- خورخي مولينو على موقع Soccerway.com (الإنجليزية)